# Groissiat

Groissiat este o comună în departamentul Ain din estul Franței.